# Erik Røring Møinichen
Erik Røring Møinichen (født 15. december 1797, død 7. februar 1875) var en norsk embedsmand og politiker.
Møinichen blev student fra Trondhjem 1816, cand. jur. 1824, kopist 1827 og bureauchef 1831 i justitsdepartementet, ekspeditionssekretær i revisionsdepartementet 1837. Han blev amtmand i Akershus 1842. Møinichen blev stortingsmand fra Kristiania 1851 og medlem af Hovedbanens direktion 1853. Han var statsråd 1855-69 og bestyrede som sådan dels finans- dels justitsdepartementet. Møinichen skrev i yngre år endel om fængselsvæsenet og administrative spørgsmål. Han var i årene omkring 1850 direktør for Christiania Theater.